# Sin Fang

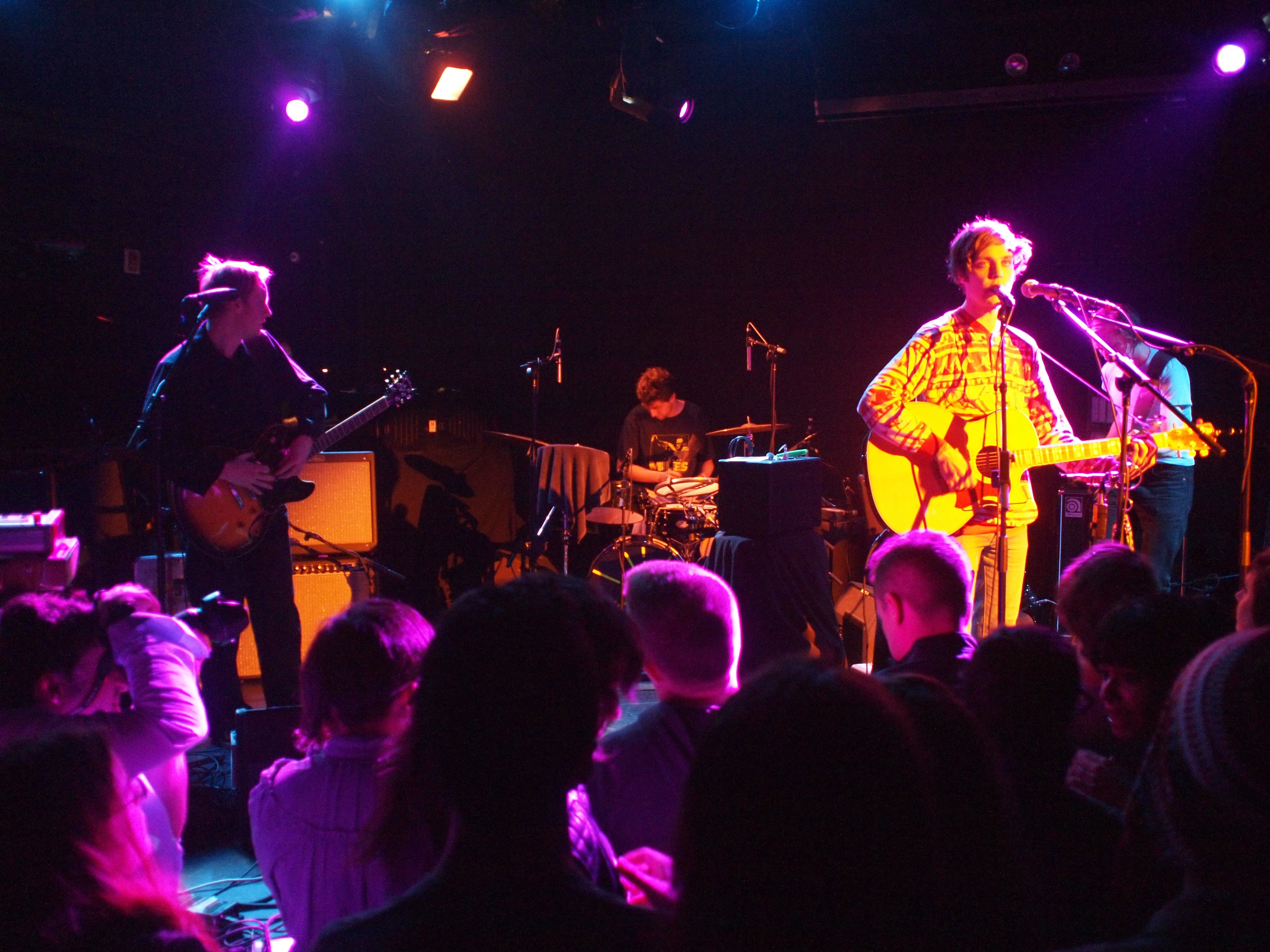
Sin Fang Bous live 2009

Sin Fang (Bous) ist ein Soloprojekt des Independent-Musikers Sindri Már Sigfússon aus Reykjavík, Island. Er ist auch Gründer der Gruppe Seabear.

## Geschichte
Sindri Már Sigfússon gründete Anfang der 2000er Seabear zunächst als Soloprojekt. Bald kamen aber weitere Bandmitglieder hinzu und Seabear entwickelte sich zu einem Bandprojekt. 2008 gründete er mit Sin Fang Bous erneut ein Soloprojekt und schreibt seitdem nebeneinander Songs für beide Projekte. Im selben Jahr brachte er bei dem deutschen Label Morr Music seine erste Single Advent In Ives Garden heraus. Im Frühjahr 2009 folgte sein Debütalbum Clangour, das gute Kritiken erhielt.
Im Sommer 2009 ging Sigfússon als Sin Fang Bous zusammen mit Borko und It’s a Musical auf Deutschland-Tour, die nach München, Wiesbaden und Berlin führte. 2010 veröffentlichte Sigfússon erstmals als Sin Fang ohne Bous die Single Landslide.  2011 erschienen die Single Because Of The Blood und das Album Summer Echoes, das wieder positiv aufgenommen wurde. Im Herbst 2011 tourte Sin Fang durch Deutschland, Österreich und die Schweiz. Unterstützung bekam er bei seinen meisten Auftritten von der Solokünstlerin Sóley, die zugleich seine Bandkollegin bei Seabear ist.

## Stil
Sin Fang wird von verschiedenen Künstlern und Bands wie Nick Drake und Elliott Smith beeinflusst. Der Musikstil erinnert an Rock-Bands wie Deerhoof, Sufjan Stevens oder Dungen. Sigfússon  vereint in seiner Musik 1960er Jahre Pop und modernen Indie-Rock mit traditionellen isländischen Folk-Elementen. Während er sich mit seinem Bandprojekt Seabear am Indiefolk orientiert, zeigt sich Sigfússon in seinem Soloprojekt experimentierfreudiger.

## Diskografie

### Alben
- 2009: Clangour (Morr Music)
- 2011: Summer Echoes (Morr Music)
- 2013: Flowers (Morr Music)
- 2016: Spaceland (Morr Music)
- 2017: Team Dreams (Morr Music)
- 2019: Sad Party (Morr Music)

### EPs
- 2012: Half Dreams (Morr Music)

### Singles
- 2008: Advent in Ives Garden (Morr Music)
- 2010: Landslide (Morr Music)
- 2011: Because of the Blood (Morr Music)
- 2013: Look at the Light (Morr Music)
- 2017: Used and Confused (mit Sóley & Örvar Smárason, Morr Music)